# Policlinico (stacja metra w Rzymie)
Policlinico - stacja na linii B metra rzymskiego. Stacja została otwarta w roku 1990. W pobliżu znajduje się Klinika Umberto I. Poprzednim przystankiem jest Bologna, a następnym Castro Pretorio.